# Kevin McCambridge
Kevin McCambridge, né le 30 octobre 2001, est un coureur cycliste irlandais.

## Biographie
Kevin McCambridge commence la pratique sportive par le hurling,. Il découvre ensuite le cyclisme par l'intermédiaire de son oncle, pratiquant amateur. Après avoir obtenu son premier vélo à 12 ans, il s'inscrit au Ballymoney Cycling Club, avec lequel il participe à ses premières courses.
En 2019, il se distingue en devenant champion d'Irlande du contre-la-montre chez les juniors (moins de 19 ans). Il termine également deuxième du Tour d'Irlande juniors. Il est sélectionné à plusieurs reprises en équipe nationale, notamment pour les championnats d'Europe juniors d'Alkmaar, où il se classe 17e du contre-la-montre avant d'abandonner lors de la course en ligne. Il participe également aux championnats du monde juniors, qui ont lieu dans le Yorkshire. Vingtième du contre-la-montre, il ne termine pas l'épreuve en ligne.
Il intègre l'équipe continentale britannique Ribble Weldtite en 2020. Dans une saison tronquée par la pandémie de Covid-19, il parvient à terminer deuxième des Championnats d'Irlande espoirs (en ligne et en contre-la-montre). L'année suivante, il décide de rejoindre le club de l'AVC Aix-en-Provence en France.

## Palmarès sur route

### Par année
- 2019
  -  Champion d'Irlande du contre-la-montre juniors
  - 2e du Tour d'Irlande juniors
  - 3e du Tour of the North
  - 3e du championnat d'Irlande sur route juniors
- 2020
  - 2e du championnat d'Irlande du contre-la-montre espoirs
  - 2e du championnat d'Irlande sur route espoirs
- 2021
  -  Champion d'Irlande du contre-la-montre espoirs
  - Souvenir Bruno Mura[7]
- 2022
  - Gran Premio Comarca de Polopos[8]
  - North Down Grand Prix[9]
  - 5e étape de la Rás Tailteann
  - 2e du championnat d'Irlande du contre-la-montre espoirs
- 2023
  - 3e du championnat d'Irlande du contre-la-montre espoirs
- 2025
  - 1re étape de la Rás Mumhan (contre-la-montre par équipes)

### Classements mondiaux
| Année                                 | 2020 | 2021  | 2022 | 2023  |
| ------------------------------------- | ---- | ----- | ---- | ----- |
| Classement mondial                    | 715e | 1319e | nc   | 2107e |
| UCI Europe Tour                       | 571e | 949e  | nc   | nc    |
|                                       |      |       |      |       |
| Légende : nc = non classéSource : UCI |      |       |      |       |

## Palmarès en cyclo-cross
- 2023-2024
  - 2e du championnat d'Irlande de cyclo-cross